# Obelignathus
Obelignathus — вимерлий рід рабдодонтоморфних орнітоподних динозаврів з пізньокрейдової формації «Grès à Reptiles» у Франції. Рід містить один вид, O. septimanicus, відомий за правою нижньощелепною кісткою. Спочатку вид класифікували як вид однолітка Rhabdodon.

## Відкриття та найменування
Голотипний екземпляр Obelignathus, MDE D30, був виявлений у 1990 році у виходах породження формації «Grès à Reptiles» поблизу Монтульє в комуні Сен-Шиніан в Еро, на півдні Франції. Зразок складається з ізольованої правої нижньощелепної кістки, без передньої (фронтальної) частини.
Зразок вперше був описаний у 1991 році Еріком Буффето та Жаном Ле Леффом. На основі загальної морфології та анатомії зубів вони визначили його як такий, що належить до роду Rhabdodon. Однак вони описали його як новий вид, R. septimanicus, через інші відмінні анатомічні характеристики. Видова назва посилається на Септіманію, історичний регіон Франції, що відповідає Лангедоку, де знаходиться типова місцевість у Монтульє.
У 2025 році Чепінський та Мадзя описали Obelignathus як новий рід рабдодонтоморфів для "Rhabdodon" septimanicus на основі цих викопних решток. Родова назва Obelignathus поєднує в собі посилання на Обелікса, вигаданого персонажа мультфільму "Астерікс та Обелікс", з грецьким γνάθος (gnáthos), що означає "щелепа", що вказує на подібну силу характеру та міцну морфологію голотипу.